# Andrea Guarneri
De Italiaanse vioolbouwer Andrea Guarneri (ca. 1626 - Cremona 1698) was de eerste van de grote vioolbouwersfamilie Guarneri die in Cremona werkte en internationale bekendheid kreeg vanwege hun goede instrumenten. Zijn exacte geboortedatum is niet bekend; men vermoedt dat hij in 1626 het levenslicht zag, en overleed te Cremona op 7 december 1698. Net als Antonio Stradivari was hij een leerling van Nicolò Amati.
Zijn neef was Giuseppe Antonio Guarneri, zijn zoons waren Giuseppe Giovanni Battista Guarneri en Pietro Guarneri.
Andrea was leerling bij Amati in Cremona tussen 1641 en 1646, en keerde bij Amati terug om violen te bouwen tussen 1650 en 1654. Zijn vroege instrumenten zijn over het algemeen gebaseerd op de concepten van de "Grote Amati's", maar Andrea had moeite om de fijne nuances van de Amati's zelf te benaderen. Hij bouwde ook een aantal fraaie altviolen, waarvan er een door William Primrose werd bespeeld.